# Аммоган-1
Аммоган-1 (узб. Ammogʻon-1 / Аммоғон-1) — посёлок городского типа, расположенный на территории Шахрисабзского района Кашкадарьинской области Республики Узбекистан.

Статус посёлка городского типа с 2009 года.